# Калайджи
Калайджи (или Калайджидере, Осенка) е река в Североизточна България, област Търговище – община Търговище, десен приток на река Врана от басейна на Камчия. Дължината ѝ е 22 km.
Река Калайджи води началото си от западната част на Преславска планина, от 566 м н.в., на 2,2 км югоизточно от село Стража, община Търговище. До селото тече на север в дълбока и залесена долина, а след него посоката ѝ става североизточна и долината ѝ се разширява. Източно от град Търговище долината ѝ е коригирана с водозащитни диги, а посоката ѝ – източна. Влива се отдясно в река Врана (от басейна на Камчия) на 111 м н.в., на 1,5 км източно от село Надарево, община Търговище.
Площта на водосборния басейн на реката е 93 км2, което представлява 9,9% от водосборния басейн на река Врана.
Основен приток е Кралевска река (десен). Реката е с дъждовно-снежно подхранване с максимален отток през месец март, а минимален – септември – октомври. По течението на реката в Община Търговище са разположени три села: Стража, Осен и Надарево. Водите на реката се използват за напояване.

## Топографска карта
- Лист от карта K-35-30. Мащаб: 1 : 100 000.